# 魔宮戦場
『魔宮戦場』（まきゅうせんじょう）は、竹島将による日本のSFバイテク・アクション小説。OVA化もされた。

## あらすじ

### 超覚醒篇
シリコンバレーに勤務するコンピュータ・エンジニアの鷹神丈は、自らの記憶に違和感を覚えるようになる。ある日、自分がアメリカの最高機密の存在であることを知った丈のもとに刺客が現れる。

### 超少女発動篇
自分がロックフォード財団のうみだしたクローン人間であることを知った丈は、故郷サリナスを去り、ロックフォード財団との死闘を続ける中で進化を続けていた。ある日、彼は超能力を持った少女・彩とカナダで出会い、意識を共鳴させる。

### 氷河都市崩壊篇
丈は自らの出生の謎を突き止めるべく、ブラジルへと向かった。一方、ロックフォード財団はジョゼ・クルードというダークサイド・フォースを持った少年を洗脳し、丈へと仕向けた。丈は激闘の末にジョゼを倒すものの、ブラジリアの町を消滅させてしまい、多くの市民を巻き添えにしてしまった。

### バイオノイド誕生篇
ジョゼと丈の戦いを目の当たりにした彩はショックを受けてしまう。そこへ、丈に興味を抱く太刀軌エマが現れ、彼女の手引きにより、火浦総一郎率いるヒウラ財団が開発したバイオノイドを紹介される。バイオノイド、それはある種の匂いを感じることのできる女性を喰らう存在だった。

### 世界侵略発動篇
ロックフォード財団からの離脱者ウィリアム・ボイドと、ヒウラ財団はそれぞれの野望のため日本へと移った。一方、丈は力を使いすぎて昏睡状態に陥っていた。

### 完結篇
ロックフォード財団、ヒウラ財団、そしてボイド率いる反乱軍は世界中で三つ巴の戦いを繰り広げていた。一方、丈は眠りから覚めた。

## 登場人物
鷹神丈
彩
鯱
ステファン
ジョー・アーミー
ジョゼ・クルード
ダークサイド・フォースを持つ少年で、ロックフォード財団によって洗脳されていた。
太刀軌エマ
デビッド・ロックフォード
ロックフォード財団総帥。
火浦総一郎
ヒウラ財団総帥。
ウィリアム・ボイド
ロックフォード財団からの離脱者で、物語の後半では反乱軍を率いている。

## 書誌情報
- 『魔宮戦場1 超覚醒篇』 1986年7月発売 ISBN 4-04-777503-7
- 『魔宮戦場2 超少女発動篇』 1987年1月発売 ISBN 4-04-169510-4
- 『魔宮戦場3 氷河都市崩壊篇』 1987年3月発売 ISBN 4-04-169511-2
- 『魔宮戦場4 バイオノイド誕生篇』 1987年5月発売 ISBN 4-04-777506-1
- 『魔宮戦場5 世界侵略発動篇』 1987年10月発売 ISBN 4-04-777507-X
- 『魔宮戦場6 完結篇』 1989年11月発売 ISBN 4-04-169514-7

## OVA
『魔宮戦場 Vol.1 ゴッド・ブラッド』と『魔宮戦場2』の2作のOVAが、いずれも1991年に発売された。

### 魔宮戦場 Vol.1 ゴッド・ブラッド
キャスト
- ジョー・タカガミ - 矢尾一樹
- ロイド - 松本保典
- ロサ - 安藤ありさ
- デビッド・ロックフォード - 若本規夫
- ジュディ - 矢野由梨
- ルディ・ボシュイッツ刑事 - 水鳥鉄夫
- パメラ - 三石琴乃
- 男A - 山口健
- 男B - 檜山修之
- 警官 - 宇津木良

スタツフ
- 監督：石田昌久
- 企画：ラッシャー池田、相原義彰
- プロデューサー：鈴木良紀、小宮基之
- 原作：竹島将「魔宮戦場」
- 脚本：山本優
- キャラクターデザイン：大貫健一
- 作画監督：大貫健一、宇治光男
- メカニックデザイン：つる山修
- 美術監督：徳重賢
- 編集：相原義彰
- 音響監督：山崎宏
- 音楽：高浜輝夫
- 色指定：池さゆり
- 仕上げ：YAEGRINA
- アニメーション制作：スタジオエム・ティ・ヴィ
- 製作：大映映像株式会社

映像ソフト
- 『魔宮戦場 Vol.1 ゴッド・ブラッド』 1991年3月22日発売 VHS:SIH-1007

### 魔宮戦場2
キャスト
- ジョー・タカガミ - 矢尾一樹
- デビッド・ロックフォード - 若本規夫
- 彩・ローズ - 水谷優子
- ジョーアーミー - 檜山修之
- ダグラス・ローズ - 二又一成
- ステファン - 鶴ひろみ
- ディック - 高木渉
- ロサ - 安藤ありさ
- ディキンソン - 徳丸完
- バトル・ビーイング - 森川智之
- 助手（男） - 岡和男
- 女性オペレーターA - 神宮司弥生
- 女性オペレーターB - 浅野典子

スタッフ
- 監督：石田昌久、嵯峨敏
- 絵コンテ：石田昌久
- 企画：ラッシャー池田、相原義彰
- プロデューサー：鈴木良紀
- 原作：竹島将（角川書店刊）
- 脚本：山本優
- キャラクターデザイン：大貫健一
- 作画監督：嵯峨敏、宇治光男
- メカニックデザイン：つる山修
- 美術監督：徳重賢
- 編集：相原義彰
- 音響監督：山崎宏
- 音楽：高浜輝夫
- アニメーション制作：スタジオエム・ティ・ヴィ
- 製作：大映映像株式会社

映像ソフト
- 『魔宮戦場2』 1991年5月24日発売 VHS:SIH-1008